# Каори Нагамине
Каори Нагамине (јап. 長峯 かおり; 3. јун 1968) бивша је јапанска фудбалерка.

## Репрезентација
За репрезентацију Јапана дебитовала је 1984. године. Са репрезентацијом Јапана наступала је на два Светска првенства (1991. и 1995). За тај тим одиграла је 64 утакмице и постигла је 48 голова.

## Статистика
| Јапан  | Јапан | Јапан |
| Год.   | Ута.  | Гол.  |
| ------ | ----- | ----- |
| 1984   | 1     | 0     |
| 1985   | 0     | 0     |
| 1986   | 13    | 12    |
| 1987   | 4     | 1     |
| 1988   | 3     | 1     |
| 1989   | 10    | 13    |
| 1990   | 6     | 7     |
| 1991   | 12    | 5     |
| 1992   | 0     | 0     |
| 1993   | 4     | 5     |
| 1994   | 5     | 2     |
| 1995   | 5     | 2     |
| 1996   | 1     | 0     |
| Укупно | 64    | 48    |